# Trnjani (Doboj)
Pour les articles homonymes, voir Trnjani.
Trnjani (en serbe cyrillique : Трњани) est un village de Bosnie-Herzégovine. Il est situé sur le territoire de la ville de Doboj et dans la république serbe de Bosnie. Selon les premiers résultats du recensement bosnien de 2013, il compte 643 habitants.

## Géographie
Le village est situé sur les bords de la rivière Lovnica.

## Démographie

### Évolution historique de la population dans la localité
| 1948 | 1953 | 1961  | 1971  | 1981  | 1991 | 2013 |
| ---- | ---- | ----- | ----- | ----- | ---- | ---- |
| -    | -    | 1 148 | 1 072 | 1 080 | 887  | 643  |

|  |